# Two and a Half Men
Two and a Half Men er en amerikansk sitcom med Charlie Sheen (som Charlie Harper), Angus T. Jones (som Jake Harper) og Jon Cryer (som Alan Harper) i hovedrollerne. Serien sendes i USA på CBS og i Danmark på TV3+ og 6'eren. Serien er skabt af Chuck Lorre og Lee Aronsohn. Serien startede d. 22. september 2003 og sluttede d. 19. februar 2015. Serien varede 12 sæsoner. Serien optages på studier i Burbank, Californien, USA med et multi-kamerasetup.
Two and a Half Men handler om begivenhederne og forholdet mellem de to vidt forskellige brødre, Charlie og Alan, da sidstnævnte skal skilles fra sin kone. Brødrerne deler ikke samme opfattelse af hverken levestil eller -filosofi, og friktion opstår da de nødsages til at leve under samme tag.
Charlie Sheen blev fyret fra serien den 7. marts 2011. Den niende sæson havde  premiere i efteråret 2011, hvor Ashton Kutcher overtog Sheen's rolle.

## Overblik

### Synopsis
Charlie Harper er en succesfuld musikant der komponerer kommercielle jingles, drikker, gambler og er sammen med mange kvinder. I pilotafsnittet kommer hans lidt mindre succesfulde bror, Alan, på kant med sin kone Judith og det tvinger ham til at opsøge sin eneste bror, for at have et sted at sove. Charlie lader modvilligt Alan overnatte under forhold han tror vil være midlertidige. Men da der ikke synes at komme en forløsning mellem Alan og Judith, og da Alans søn Jake begynder at komme på weekendbesøg, lader det til at Charlie, Alan, husholderen Bertha og Jake må overkomme en masse komplikationer, problemer og konflikter.

### Format
Hvert afsnit varer ca. 22 minutter, bygger på sin egen historie og forudsætter ikke at seeren har fulgt med tidligere i serien. Der har været enkelte tilfælde af sammenkædede afsnit. Et afsnit navngives efter en udvalgt sætning fra manuskriptet, og i slutningen kan, dem der optager, fryse billedet og læse en meningserkendelse fra producerne.
De fleste afsnit bygger på en isoleret historie, omend der er blokke der fortæller en historie over flere afsnit, af og til set som afslutningen på en sæson, og typisk med brug af en cliffhanger.

### Sæsoner
Serien havde premiere i USA den 22. september 2003. 
Serien sluttes med sæson 12 som starter i 2014 

### Danmark
I Danmark bliver Showet sendt på TV3, på 6'eren og TV2 Zulu

## DVD-udgivelser
Sæson 1 – 9 er udgivet på DVD.

### Ekstramaterialer
Sæson 1
- Two Adults, One Kid, No Grown-Ups: – Bag scenerne med skuespillere og team.
- En tur bag kulissen med Angus T. Jones.
- Blooper/Gag Reel – Sjove fraklip hvor skuespillerne laver diverse fejl.

Sæson 2
- 2½ Days in the Life of 2½: – Seerne får en typisk dag at se med Charlie Sheen, Jon Cryer, and Angus T. Jones.
- The Serious Business of Writing Comedy: – Et indblik i hvad det kræver at skrive en succesrig komedieserie.
- Blooper/Gag Reel – Sjove fraklip hvor skuespillerne laver diverse fejl.

## Fodnoter
1. ↑  TV3 Danmark Arkiveret 4. oktober 2006 hos  Wayback Machine. Hentet 22. juni 2008.
2. ↑  Charlie Sheen fyret fra populær serie, DR
3. ↑  CBS og Warner Bros stopper produktionen af Two And A Half Men, grundet skænderi. Hentet 26. februar 2011.